# Eos bornea
Eos bornea là một loài chim trong họ Psittacidae.